# Baldern (Bopfingen)
Baldern ist ein Ortsteil der baden-württembergischen Stadt Bopfingen.

## Geographie

### Lage
Baldern liegt etwa sechs Kilometer nordwestlich des Stadtkerns von Bopfingen im Vorland der östlichen Schwäbischen Alb, genauer im Hügelland von Baldern.

### Gewässer
Im Bereich um Baldern entspringen mehrere in die Eger abfließende Bäche, wie zum Beispiel der westlich des Ortes entspringende Edelbach.

## Geschichte
Baldern wurde das erste Mal im 12. Jahrhundert als Balder erwähnt, gemeint war dabei die Burg Baldern. Der am Fuße des Burgberges liegende Weiler Baldern entstand vermutlich im 14. oder 15. Jahrhundert und wurde im Jahre 1450 erstmals erwähnt. Zur Gründung des Königreichs Baiern kam Baldern an dieses, wurde jedoch 1810 an das Königreich Württemberg abgetreten. Hier war Baldern bis 1938 Teil des Oberamts Neresheim, mit dem es dann zum Landkreis Aalen und später zum Ostalbkreis kam. 1973 wurde der Ort bei der Gebietsreform in Baden-Württemberg in die Stadt Bopfingen eingemeindet.

## Wappen
| Wappen des Bopfingers Stadtteils Baldern | Blasonierung: „In Gold (Gelb) auf blauem Berg ein eintürmiges rotes Schloss. Der Berg ist belegt mit einem Wappenschild in Gold (Gelb) sowie mit einem roten Schräglinksbalken.“ |
| Wappen des Bopfingers Stadtteils Baldern | Wappenbegründung: Das Schloss auf dem Berg bezieht sich auf Hohenbaldern, während das Wappen, mit dem der Berg belegt ist, an den ehemaligen Ortsadel, die Herren von Baldern, erinnern soll. Sämtliche Farben des Gemeindewappens wurden den Familienwappen der Fürsten von Öttingen, den Eigentümern von Hohenbaldern, entnommen. Das Wappen ist historisch begründet und heraldisch einwandfrei. |